# Okręg wyborczy Hexham
Okręg wyborczy Hexham powstał w 1885 r. i wysyła do brytyjskiej Izby Gmin jednego deputowanego. Okręg obejmuje dystrykt Tynedale (z głównym miastem Hexham w południowo-zachodniej części hrabstwa Northumberland.

## Deputowani do brytyjskiej Izby Gmin z okręgu Hexham
- 1885–1892: Miles MacInnes, Partia Liberalna
- 1892–1895: Nathaniel Clayton, Partia Konserwatywna
- 1895–1907: Wentworth Beaumont, Partia Liberalna
- 1907–1918: Richard Durning Holt, Partia Liberalna
- 1918–1923: Douglas Brown, Partia Konserwatywna
- 1923–1924: Victor Finney, Partia Liberalna
- 1924–1951: Douglas Brown, Partia Konserwatywna
- 1951–1966: Rupert Speir, Partia Konserwatywna
- 1966–1987: Geoffrey Rippon, Partia Konserwatywna
- 1987–1992: Alan Amos, Partia Konserwatywna
- 1992– : Peter Atkinson, Partia Konserwatywna